# Doris Orgel
Pour les articles homonymes, voir Orgel.
Doris Orgel, née le 15 février 1929 à Vienne et morte le 4 août 2020 à Portland (Oregon), est une écrivaine et traductrice américaine d'origine autrichienne, qui s'est consacrée principalement à la littérature pour enfants.

## Biographie
Doris Adelberg naît dans une famille juive autrichienne de Vienne. En 1938, avec l'Anschluss, la famille doit fuir en Yougoslavie, d'où elle gagne le Royaume-Uni, puis les États-Unis en 1940 ; elle s'installe à Saint-Louis, puis à New York, où Doris fait ses études et est diplômée du Barnard College en 1950. Elle travaille ensuite dans l'édition et effectue des traductions d'auteurs de langue allemande.
En 1963, elle publie ses premières œuvres.
Elle se marie en 1949 avec Shelley Orgel, docteur en médecine et psychanalyste, et ils ont trois enfants.

## Œuvres
Doris Orgel a publié, entre 1963 et la fin du siècle, une quarantaine de livres pour enfants, dont quelques-uns en collaboration.
- Grandma's Holidays' (1963), sous le nom de Doris Adelberg).
- Sarah's Room (1963).
- The Devil in Vienna (1978). L'ouvrage reçoit le Phoenix Award (en) Honor en 1998. Il a été adapté au cinéma par Disney en 1988.
- My War With Mrs. Galloway (1985).
- Whiskers Once and Always (1986).